# Heliophanus falcatus
Heliophanus falcatus är en spindelart som beskrevs av Wesolowska 1986. Heliophanus falcatus ingår i släktet Heliophanus och familjen hoppspindlar. Inga underarter finns listade i Catalogue of Life.